# لیبرتی، نیوجرسی
لیبرتی (به انگلیسی: Liberty Township) شهری در ایالت نیوجرسی کشور ایالات متحده آمریکا است که جمعیت آن در سرشماری سال ۲۰۱۰ میلادی، ۲٬۹۴۲ نفر بوده‌است.